# Ante Verzotti
Ante Verzotti (Split, 26 de enero de 1942) es un cineasta y fotógrafo croata.

## Biografía
Se graduó en cine y televisión en 1973 en la Escuela de Cine y Televisión de la Academia de Artes Escénicas en Praga, entonces Checoeslovaquia. Comenzó a interesarse por el cine a una edad muy temprana y se convirtió en uno de los autores más importantes del Club de cine de Split en los años 1960. Entre sus trece cortometrajes, se destacan Twist-twist (1962), Objektiv (1966) y Fluorescencije (1967). Junto con los cortometrajes y el cine, Verzotti ha trabajado en fotografía desde 1958 y es fotógrafo y editor de fotografía del diario croata Slobodna Dalmacija. Ha sido profesor asociado de fotografía, cine y televisión en la Escuela de Bellas Artes de la Universidad de Split.
Hasta 2018, había producido veinticinco películas independientes y participado en noventa exposiciones colectivas en Croacia y en el extranjero. Es el autor croata más premiado en el desaparecido GEFF (Genre Film Festival), un festival de cine experimental que se celebraba en Zagreb en los años 1960 y 1970 y en 2009 fue premiado por la Unión Fotográfica de Croacia (Hrvatski fotosavez) con su primer premio honorífico, el Máster de Fotografía (Majstora fotografije-MF-HFS).